# 603 Timandra
603 Timandra је астероид главног астероидног појаса са пречником од приближно 13,73 .
Афел астероида је на удаљености од 2,980 астрономских јединица (АЈ) од Сунца, а перихел на 2,101 АЈ.
Ексцентрицитет орбите износи 0,173, инклинација (нагиб) орбите у односу на раван еклиптике 8,026 степени, а орбитални период износи 1479,210 дана (4,049 године).
Апсолутна магнитуда астероида је 12,10 а геометријски албедо 0,135.
Астероид је откривен 16. фебруара 1906. године.